# 에이수스 젠워치
에이수스 젠워치(Asus ZenWatch)는 2014년 9월 3일 IFA에서 발표된 이후 2014년 11월 9일 에이수스에 의해 출시된 안드로이드 웨어 기반의 스마트워치이다. 스마트워치와 기타 착용 기기들에 특화되어 설계된 안드로이드의 수정판인 안드로이드 웨어를 사용한다. 에이수스는 또한 이 시계를 위한 젠워치 매니저(ZenWatch manager)라는 이름의 사용자 지정 앱 관리자를 제공한다.
건강 추적 기능의 경우 에이수스 젠핏(ASUS ZenFit) 앱을 사용할 수도 있고 구글 핏과 같은 기타 건강 앱을 이용할 수도 있다. 블루투스 LE를 지원하는 안드로이드 4.3 이상을 구동하는 모든 스마트폰과 호환된다. 안드로이드 웨어는 구글 나우 기반의 알림 시스템을 갖추고 있어서 사용자로부터의 음성 명령을 수신할 수 있다.
젠워치는 방수를 위해 IP55 인증을 받았다. 사용자에 의해 치환이 가능한 버클 기반의 시계줄을 갖추고 있다. 이 시계는 저전력이면서 올웨이즈 온 디스플레이(always-on display)이다.
오리지널 젠워치의 이후 모델은 젠워치 2(ZenWatch 2)이다. 둘 다 사각형 모양이다. 2016년 11월 11일, 에이수스는 둥근 모양의 젠워치 3를 출시하였다. 수많은 스마트워치에 비해 젠워치 3와 구별되는 한 가지 특징은 단지 15분만에 60%의 충전을 할 수 있다는 점이다.

## 평가
더 버지는 디자인, 밝은 디스플레이, 착용 시 편안함에 대해 좋은 평을 내렸으나 부정확한 보수계, 짧은 배터리 수명에 대해 비평했으며 안드로이드 웨어의 인터페이스가 여전히 작업이 필요하다고 언급하였다.

## 같이 보기
- 착용 컴퓨터
- 모토 360